# Museo dei Pays Châtillonnais

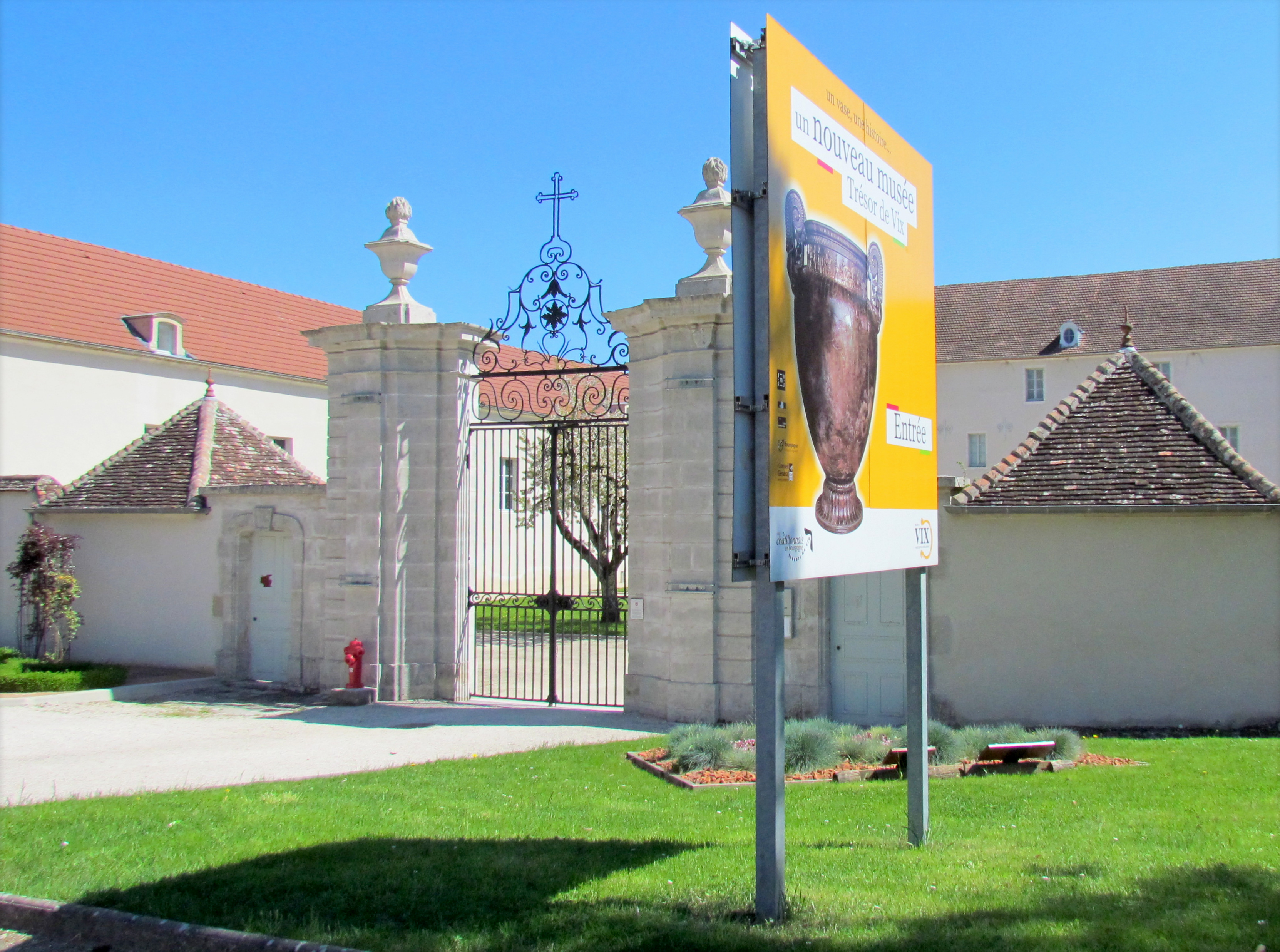
Esterno del museo

Il Museo dei Pays Châtillonnais (fr. Musée du Pays Châtillonnais), già Museo archeologico di Châtillon-sur-Seine (Côte-d'Or), oggi meglio noto come Museo del Tesoro di Vix, fu creato alla fine del XIX secolo ed è oggi gestito dalla comunità dei comuni del Pays Châtillonnais. Il museo ospita il ritrovamento della Tomba di Vix, e in particolare il famoso cratere di Vix, datato intorno al 500 a.C. e che testimonia i legami tra Galli e Greci in quel periodo.

## Storia

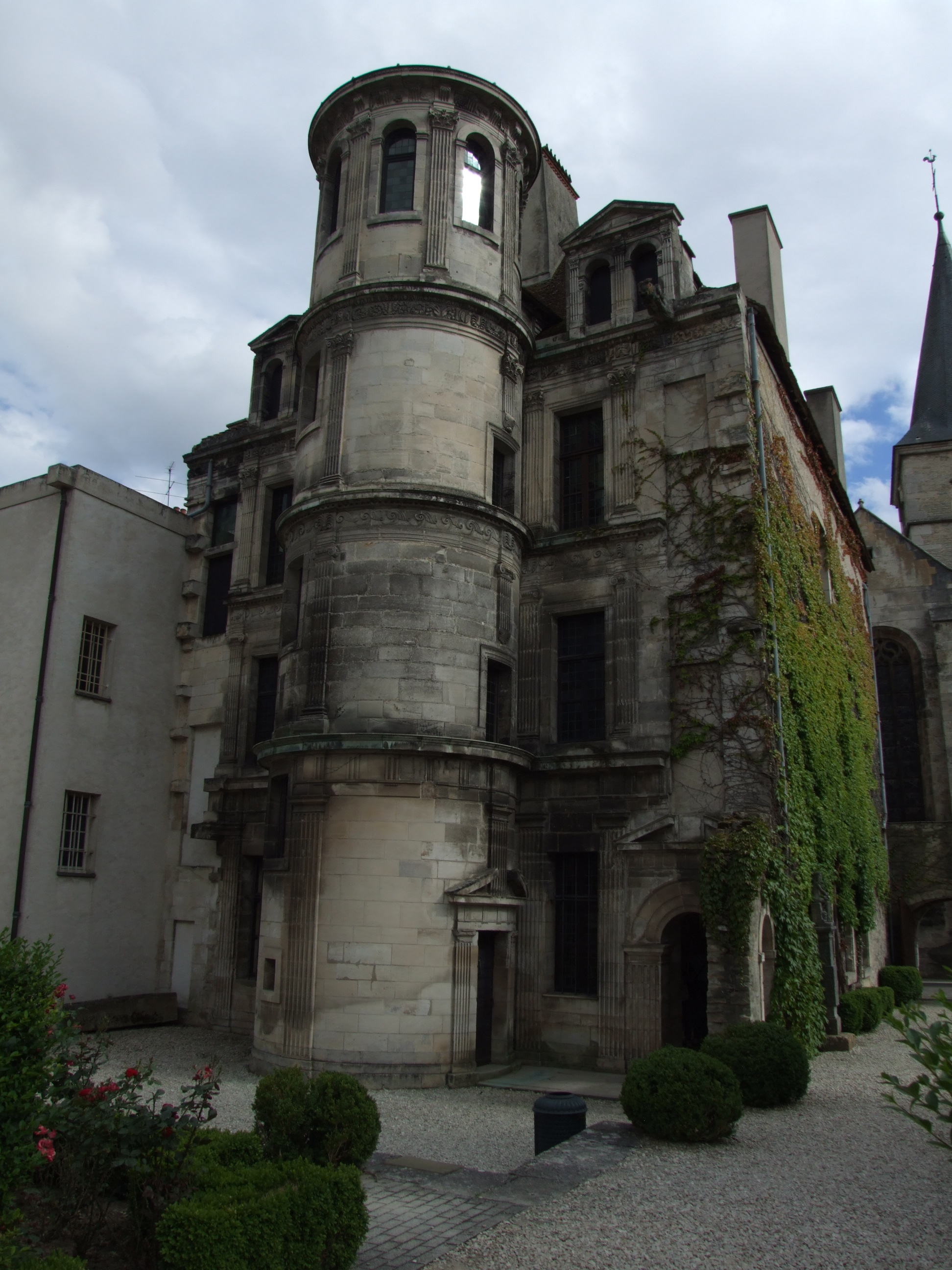
Il vecchio edificio del museo, fotografia del 2008.

In tutta la Francia, la seconda metà del XIX secolo fu un'epoca di crescente interesse per l'archeologia. L'argomento era particolarmente popolare nella regione della Côte-d'Or da quando Napoleone III (r. 1852–1870) aveva organizzato importanti scavi sul sito di Alesia, 80 chilometri (50 mi) da Châtillon. Nel 1882, la Società archeologica e storica di Châtillon, regione ricca di reperti archeologici, aprì il primo museo, dedicato all'archeologia. Gli scavi del sito gallo-romano di Vertillum, a circa quindici miglia di distanza, e quelli del monte Lassois portarono allora alla luce un gran numero di reperti.
Nel 1928 la società acquistò un albergo rinascimentale nel centro della città, l'hotel Philandrier, che prendeva il nome da William Philandrier, un architetto nato a Chatillon nel XVI secolo. Nel 1950 il museo si ampliò con il trasferimento nell'hotel, che forniva una superficie espositiva di 400 metri quadri (4 300 ft²) . Tre anni dopo, la scoperta della Tomba di Vix, una sepoltura di primaria importanza per la sua ricchezza e il suo interesse storico, portò al museo un riconoscimento internazionale. Riuscì a raccogliere tutti i tesori del sito, che altrimenti sarebbero stati probabilmente trasportati al Museo archeologico nazionale di Saint-Germain-en-Laye.
Nel 2009 il museo lasciò l'hotel Philandrier, divenuto troppo angusto, e si trasferì nell'antica abbazia di Notre-Dame de Châtillon. Fondato nel XII secolo da Bernardo di Chiaravalle e ricostruito nel XVII e XVIII secolo, fino a poco tempo fa il castello era stato un ospedale e una casa di cura. Il progetto del nuovo museo fu affidato all'architetto Antoine Stinco. Il nuovo sito museale ha 2 000 metri quadri (22 000 ft²) in un contesto prestigioso. Approfittando di questo trasloco, il museo ha riorganizzato la sua collezione, che ora copre l'intera preistoria e la storia della regione fino al XVIII secolo.

## Collezioni

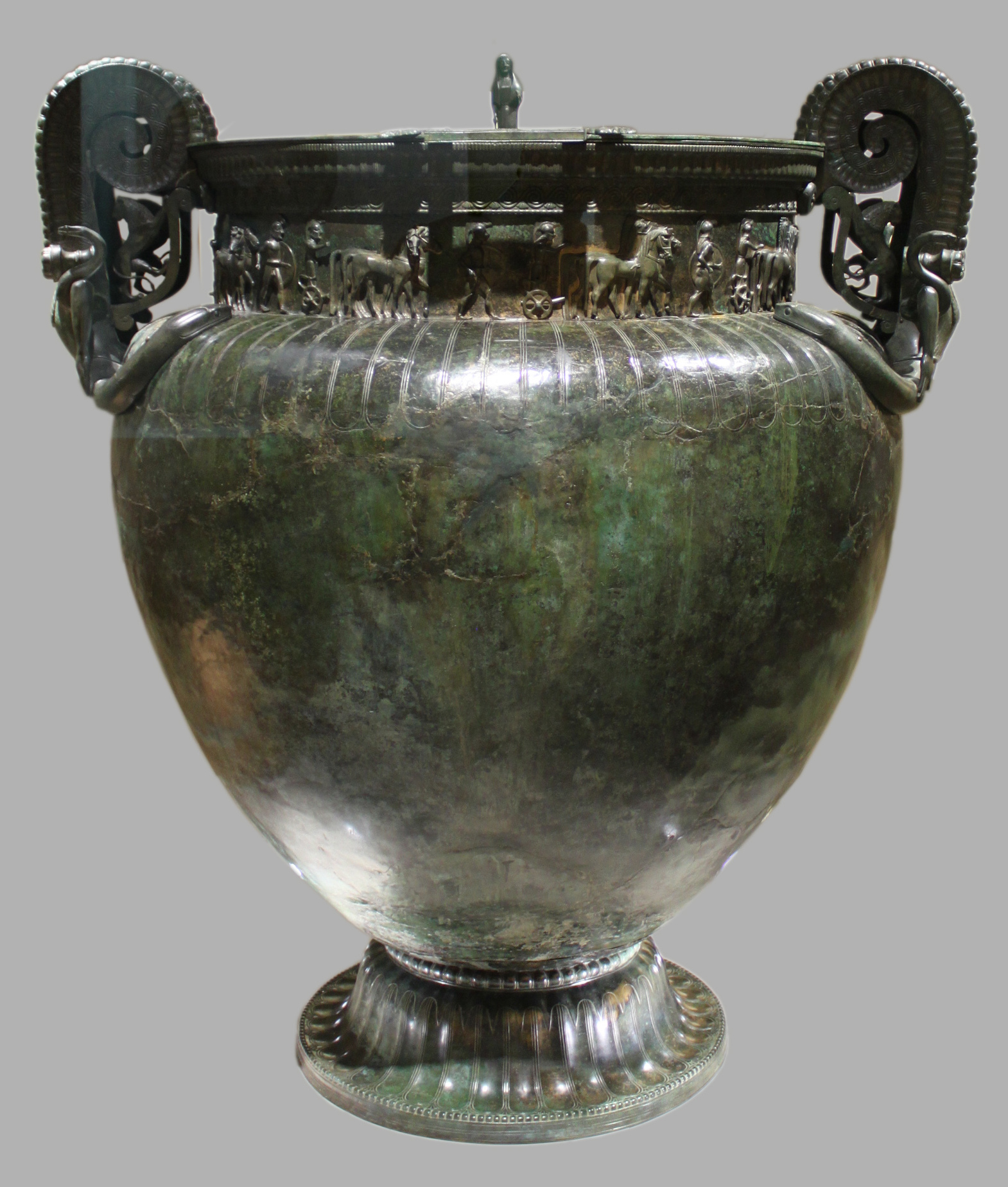
Il celebre Cratere di Vix, un recipiente greco importato per mescolare il vino, realizzato intorno al 500 a.C. e ritrovato nella famosa tomba della "Signora di Vix".

- Preistoria: Numerosi ritrovamenti fortuiti, scavi del monte Lassois e della grotta della Grande Baume a Balot.
- Storia antica: le tombe di Sainte-Colombe-sur-Seine, il Tesoro di Vix con il famoso Cratère de Vix . Giacimenti provenienti dalla sorgente di Douix.
- Storia romana (nello specifico, la cultura gallo-romano di Francia): la città di Vertillum, il santuario di Essarois e il santuario di Le Tremblois a Villiers-le-Duc.
- Medioevo: l'arte dell'abbazia di Fontenay e dell'abbazia di Notre-Dame de Châtillon, le reliquie di San Vorles.
- Età moderna, dal Rinascimento al XVIII secolo, attraverso numerosi oggetti della vita quotidiana, del commercio e dell'industria metalmeccanica.
- mostra permanente su Auguste Marmont, maresciallo di Francia, originario di Chatillon.

Il museo ha aperto le porte della nuova sede il 4 luglio 2009. Sono in corso esperimenti nel sistema DIVINE, un programma di assistenza ai visitatori con contenuti multimediali interattivi forniti tramite Wi-Fi.